# Precinema

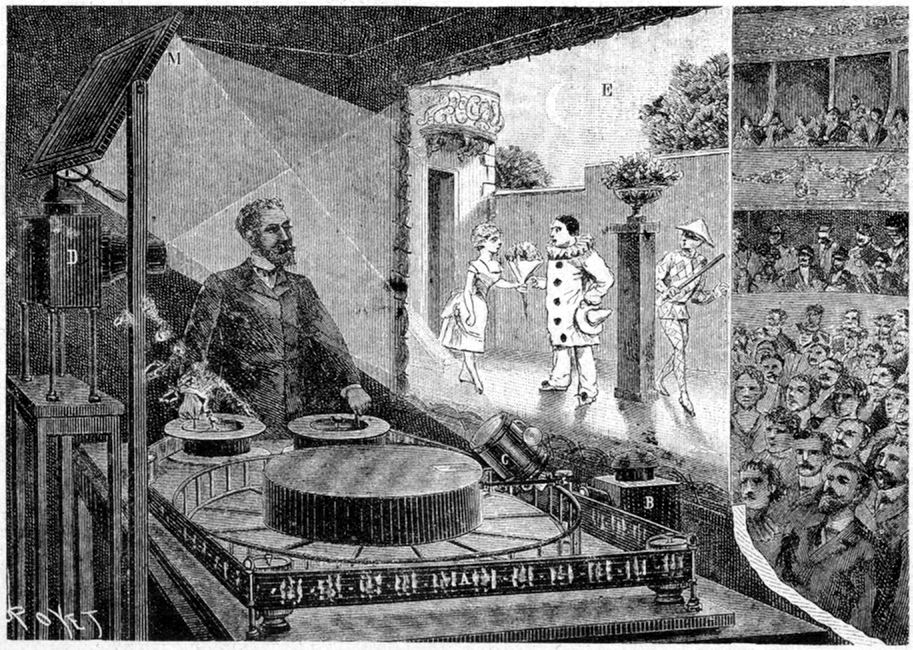
Il teatro ottico di Charles-Émile Reynaud (1892)

Con il termine pre-cinema si intendono tutti quegli esperimenti e intrattenimenti legati alla proiezione di immagini ed al movimento illusorio databili dall'antichità fino alla prima proiezione pubblica di cinematografo, organizzata dai fratelli Lumière il 28 dicembre 1895. Il momento di inizio del "cinema" è controverso e solo nelle rappresentazioni dei Lumière si trovano tutti gli elementi che mettono d'accordo ogni studioso: la proiezione, l'uso di fotografie "in movimento", lo scopo di intrattenimento, la presenza di un pubblico pagante e la fruizione collettiva contemporanea.

## Il mondo delle proiezioni

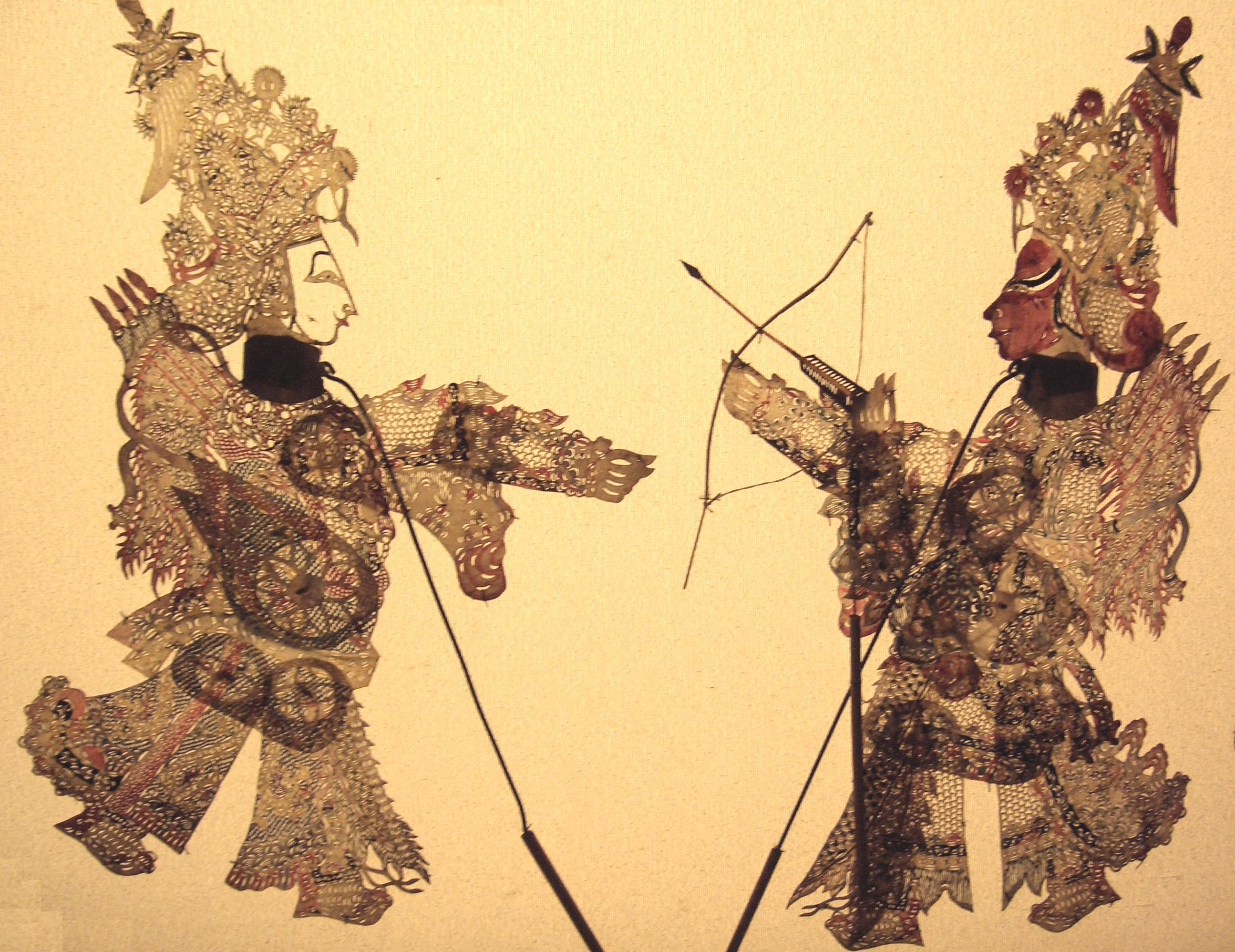
Ombre cinesi

La suggestione delle proiezioni ha origini molto remote che risalgono alla preistoria, alla mesopotamia, all'Egitto e sicuramente, come primo esempio del mondo antico, all'estremo oriente. Se ne trova traccia anche nel mito della caverna di Platone, dove le ombre proiettate ai prigionieri sono metafora dell'intero mondo "dell'opinione", cioè il sentire comune avulso dal pensiero filosofico, oppure nel mito della nascita della pittura, redatto da Erodoto, dove la figlia di un vasaio, per conservare l'immagine dell'amato in partenza per la guerra, ne disegnò il profilo copiandone l'ombra sul muro. Aristotele nel IV secolo a.C. scrisse come aveva visto un'eclissi proiettata sul terreno attraverso i fori di un colino.
Lo spettacolo delle ombre cinesi viene tradizionalmente fatto risalire al II secolo a.C., di cui una probabile filiazione sono state le ombre giavanesi, ma il filosofo Mozi aveva già osservato e messo per iscritto il fenomeno della proiezione capovolta di un paesaggio esterno se filtrata in una camera oscura attraverso un piccolo foro (stenoscopia). Al cinese Ting Huan, nel 180 d.C. circa, spetta anche la creazione di un elementare zootropio.

## Dispositivi ottici
Fra le curiosità, gli spettacoli a pagamento delle fiere di paese, esistono fin dal XVII secolo i dispositivi ottici, frutto di intuizioni documentate almeno dalla fine del XV secolo (camera oscura leonardiana).

### Lanterna magica

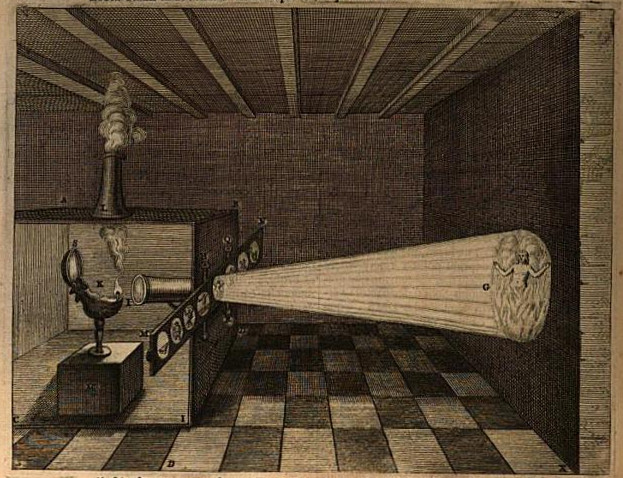
Spettacolo di Lanterna magica

La lanterna magica era uno strumento di semplice utilizzo equivalente all'odierno proiettore di diapositive. L'invenzione è stata attribuita ad alcuni noti inventori o studiosi del XVII secolo: al padre Athanasius Kircher, il quale ne descrisse il funzionamento in Ars magna lucis et umbrae, al matematico astronomo e fisico olandese Christiaan Huygens, in un cui manoscritto del 1659 si trova un riferimento, fra le altre sue invenzioni, a uno strumento che egli stesso definisce lanterna magica, e all'ottico don Matteo Campani il quale l'avrebbe costruita nel 1678.
Il meccanismo di funzionamento era intuitivo: i disegni da mostrare venivano inseriti in un apposito alloggiamento della macchina, che li proiettava su una parete o su uno schermo appositamente predisposto.
La lanterna si prestava ai più svariati utilizzi, infatti fu utilizzata fin dall'inizio sia per scopi educativi (raccontare, ad esempio, la Bibbia col supporto di immagini colorate a tutto schermo), sia di intrattenimento. Col tempo si capì che oltre la semplice proiezione si potevano riprodurre movimenti elementari. Alcune di queste semplici "animazioni" consistevano nel far scorrere dei vetri dipinti davanti all'obiettivo; usare sorte di ombre cinesi mosse con leve e fili; oppure usare immagini appositamente realizzate, formate da parti che potevano essere mosse da apposite levette, ad esempio gli occhi o le braccia di una figura umana; era così possibile ottenere degli "effetti speciali" primordiali.
L'invenzione della fotografia infine, nel 1826, principalmente per opera di Joseph Nicéphore Niépce, pose le premesse per un ulteriore sviluppo. Se si fosse trovato il modo di far passare davanti all'obiettivo delle fotografie scattate in successione si sarebbe potuto riprodurre la realtà. Sarà l'idea vincente dei fratelli Lumière.

### Mondo nuovo

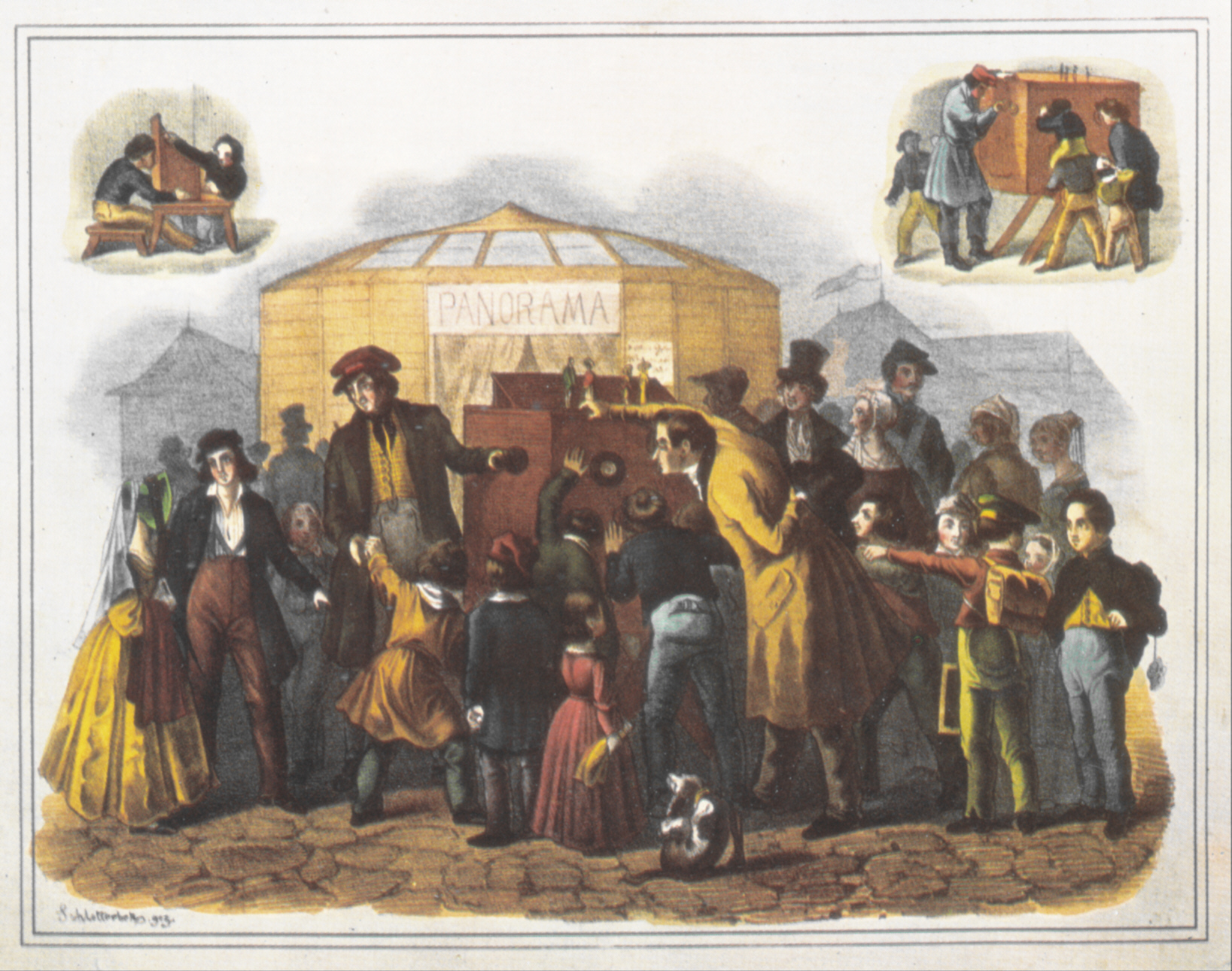
Cromolitografia di F. von Schlotterbeck del 1843 che illustra uno spettacolo di Mondo Nuovo

Il Mondo nuovo era un apparecchio simile nel funzionamento alla lanterna magica, però le immagini, invece che essere proiettate da una scatola verso l'esterno, erano fruibili guardando dentro la scatola stessa. Si trattava di uno strumento diffuso nelle feste di paese, dove gli ambulanti facevano guardare a pagamento le immagini nella scatola, spesso mosse tramite fili, come le marionette. A differenza della lanterna magica quindi il mondo nuovo era un dispositivo diurno, che poteva essere usato anche alla luce del sole e all'aperto, ed ebbe un fondamentale ruolo nella divulgazione degli eventi storici soprattutto legati alla Rivoluzione francese negli strati più bassi della popolazione.
Un altro tipo di intrattenimento popolare, per certi versi simile al futuro spettacolo cinematografico, era il panorama, grandi stanze rotonde coperte da disegni che simulavano vedute a 360°.

### Taumatropio

Cane e uccelli, taumatropio

Nel 1824 Mark Roget inventa il taumatropio. Composto da un dischetto di cartoncino,  fissato a due fili e disegnato da entrambe le parti con soggetti destinati a integrarsi a vicenda, facendo girare velocemente il disco (1/25 di secondo), le immagini si sovrappongono creando così l'illusione di movimento. Esempi tipici sono l'uccellino e la gabbia o il vaso e i fiori.

### Fenachistoscopio

Fenachistoscopio

Il Fenachistoscopio fu inventato nel 1833 dal fisico belga Joseph-Antoine Plateau. Consisteva in una ruota, fissata al centro su un manico e in grado di ruotare su se stessa. Sulla ruota, a intervalli regolari, venivano praticate delle fessure attraverso cui poter guardare e, sul lato interno venivano disegnate delle immagini, anche queste a intervalli regolari; uno specchio su cui proiettare le immagini completava il tutto. Il movimento veloce della ruota e gli spazi vuoti creavano, anche in questo caso, l'illusione del movimento. La grande novità del fenachistoscopio sta nel fatto che l'illusione sfrutta il fenomeno della persistenza della visione (persistenza retinica) che, ancora oggi, sta alla base della visione filmica. Il fenachistoscopio è il più diretto antenato della pellicola cinematografica, con le immagini montate su un cerchio invece che in una striscia di carta.

### Stereoscopio

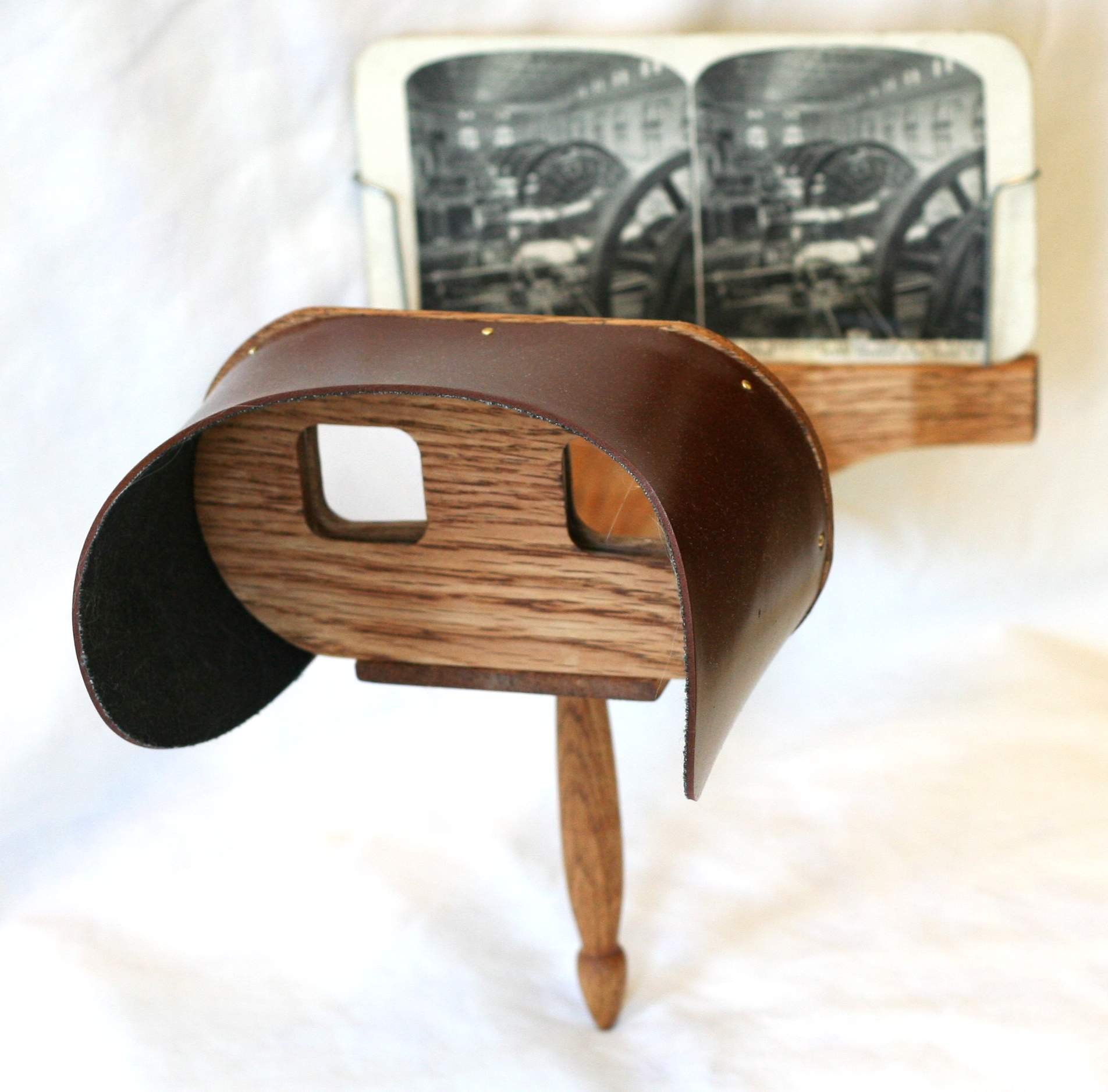
Riproduzione di uno stereoscopio ottocentesco Holmes

Uno dei dispositivi ottici più diffusi nei salotti ottocenteschi è lo stereoscopio. Lo stereoscopio, anche conosciuto come visore stereoscopico o stereovisore, è uno strumento ottico a forma di "mascherina" o "binocolino" e dotato di lenti, o di specchi, per la visione di immagini stereoscopiche.
Sviluppato per la prima volta nel 1832 da sir Charles Wheatstone utilizzando coppie di disegni similari e successivamente la nascente fotografia, lo stereoscopio a specchi si è poi evoluto nel più semplice, leggero e pratico stereoscopio a lenti di sir David Brewster, successivamente perfezionato nel tempo da altri scienziati, ottici e inventori.

### Cineografo
Un altro esperimento andato a buon fine fu il cineografo (oggi conosciuto anche con il termine inglese flip book), commercializzato già nel 1868. Il cineografo era una sorta di libro tascabile i cui fogli si facevano scorrere velocemente tra le dita. La sovrapposizione delle immagini dava l'illusione del movimento. Si trattava di brevissime storie con una vera (sia pur modesta) sceneggiatura e questo era il passo avanti in direzione del cinema: una storia appositamente pensata per essere raccontata attraverso immagini in movimento.

### Zootropio

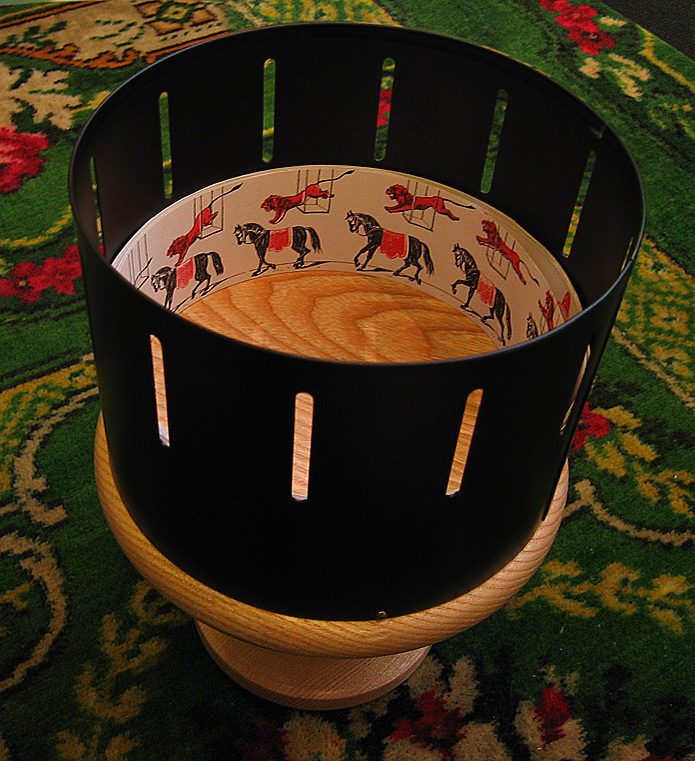
Moderna riproduzione di uno zootropio vittoriano

Lo zootropio rappresentò un ulteriore sviluppo, rispetto al fenachistoscopio, nel tentativo di dar vita a immagini in movimento. Esso fu inventato da William George Horner nel 1834.
Si trattava di disegnare su un foglio di carta una serie di immagini (come oggi per i cartoni animati). La striscia così ottenuta veniva posta all'interno di un tamburo il cui movimento rotatorio, al solito, dava l'illusione del movimento. Come per il fenachistoscopio, erano praticate delle fessure a intervalli regolari per sfruttare il fenomeno della persistenza retinica. Due erano i vantaggi di questa scoperta: innanzitutto il fatto che non era necessario avvicinarsi troppo allo strumento per vedere e quindi si poteva assistere a una sorta di visione collettiva, per quanto limitata. Un secondo vantaggio era legato allo sviluppo possibile, cioè il fatto di poter proiettare, attraverso un sistema di specchi e un'opportuna illuminazione le immagini su uno schermo. Lo svantaggio più grande era però il fatto che le strisce erano necessariamente brevi e quindi si potevano solo fare degli esperimenti, ma non si potevano raccontare delle vicende lunghe.

### Stereofantascopio
Charles Wheatstone unitamente a Joseph Antoine Pleateau suggerì la possibilità di sviluppare una tecnica che permettesse di riprodurre immagini stereoscopiche in movimento, fin dall'invenzione dello stesso stereoscopio. Lo studio di Wheatstone non troverà però alcuna applicazione commerciale. Sarà invece Luis-Jules Duboscq, già responsabile dello sfruttamento commerciale dello stereoscopio di David Brewster, che lo brevetterà nel 1852 con il nome di fantastereoscopio o bioscopio. L'invenzione di Duboscq unisce due zootropio contenenti una coppia di strisce stereoscopiche, al visore stereoscopico, ottenendo così delle immagini tridimensionali in movimento. Molti altri, successivamente, si dedicheranno ad ampliare questa tecnica, con scarsi risultati, attribuendo i nomi più svariati alle proprie invenzioni.

### Prassinoscopio e teatro ottico

Alcuni fotogrammi di Pauvre Pierrot, film del teatro ottico di Émile Reynaud

Nel 1876 Émile Reynaud apportò una modifica allo zootropio. Inserì al centro del marchingegno un prisma di specchi su cui si riflettevano le immagini. Come per lo zootropio le immagini erano intervallate a spazi vuoti che l'occhio umano non coglie, migliorando molto la qualità delle immagini.  Inoltre aveva capito che se avesse proiettato le immagini del prisma su uno specchio e poi su uno schermo avrebbe potuto avere dimensioni uguali a quelle reali. Inventò poi il teatro ottico, il precursore diretto del cartone animato. Le immagini fotografiche, stampate su vetrini, erano legate in una striscia con sottili pezzi di carta, con una primitiva perforazione per favorire lo scorrimento, la prima conosciuta della storia.
Le proiezioni avvennero al Musée Grevin di Parigi fin dal 1892, per la durata di circa un minuto, con i personaggi che si muovevano a scatti. Di questi cortometraggi ce ne è pervenuto integro solo uno, l'Autour d'une cabine: una ragazza che va al mare, scivola e viene aiutata da un gentiluomo; egli però poco dopo la sbircia quando essa si trova nella cabina per mettersi il costume da bagno e in quella posizione viene scoperto dal ragazzo della donna, che gli dà una lezione; infine la coppia si immerge in mare nuotando e poi baciandosi, mentre arriva una barca che srotola la vela ed annuncia la fine dello spettacolo.

### Kaiserpanorama

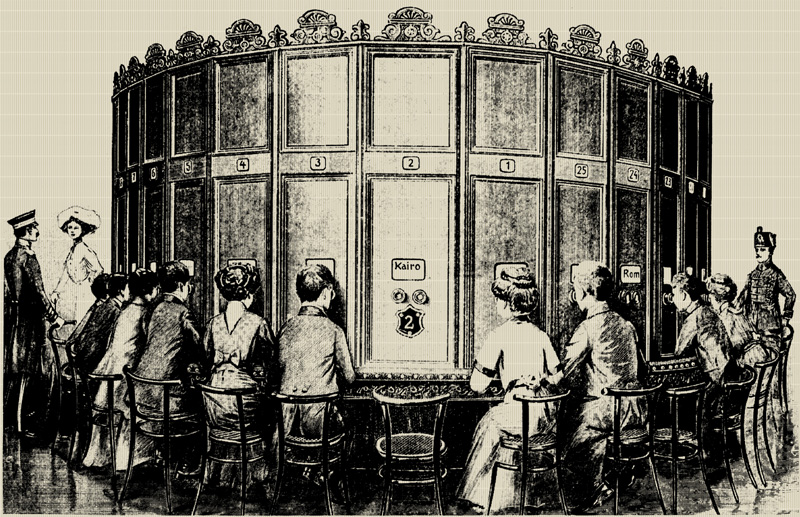
Il Kaiserpanorama di August Fuhrmann

Il Kaiserpanorama è la versione pubblica dello stereoscopio, destinata alla fruizione collettiva: attorno a questo dispositivo potevano sedere anche oltre venti persone. Il Kaiserpanorama era infatti una sorta di peepshow collettivo dove più persone potevano godere di una visione comune delle stesse immagini. All'interno le immagini venivano ruotate grazie ad un apposito meccanismo, cosicché tutti potevano, a turno, visualizzare i medesimi soggetti rappresentati in forma stereoscopica.

### Stereo-cinema

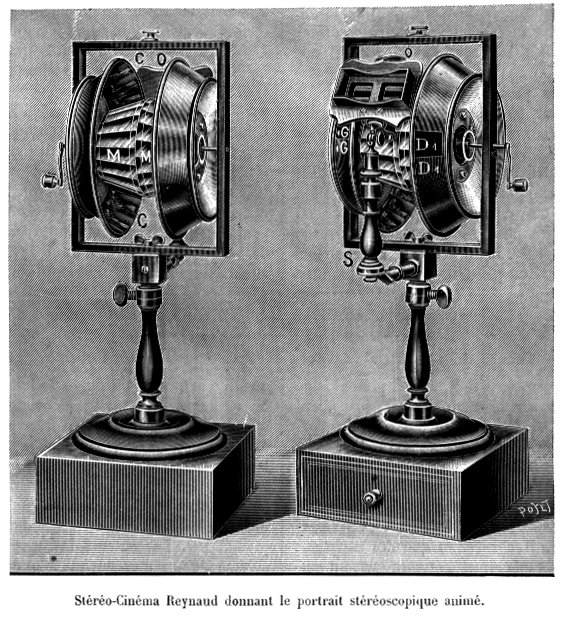
Lo stereo-cinema di Charles-Émile Reynaud

Nel 1907, Charles-Émile Reynaud, riprendendo l'iniziale progetto del prassinoscopio, elabora lo stereo-cinema, che tuttavia non riscuoterà il medesimo successo delle sue precedenti invenzioni. Similmente a quanto avvenuto già per lo stereofantascopio di Wheatstone, lo stereo-cinema di Reynaud, sviluppato indipendentemente, unisce una coppia di prassinoscopio, montati però verticalmente, ad uno stereoscopio. All'interno dei due prassinoscopio vengono collocate delle sequenze di fotografie stereoscopiche parallele, il movimento dello strumento, unito allo stereoscopio, permette così di visualizzare una sequenza ciclica di immagini in rilievo. Attualmente esiste un solo esemplare di questo apparecchio, esposto al Museo delle Arti e Mestieri di Parigi.

## Dopo la fotografia
Niépce sperimentò per primo nel 1826 l'impressione con la luce di immagini su una lastra di gelatina, che brevetterà con il nome di fotografia. Le prime lastre erano poco sensibili e richiedevano un'esposizione fino a 14 ore, con un risultato molto rozzo e sgranato. Il governo francese intuì l'importanza della scoperta ed acquistò il brevetto di Niépce nel 1827, liberandone i diritti in modo che chiunque potesse cimentarsi nella nuova scoperta e provare a migliorarla. La diffusione e i progressi furono veloci, tanto che presto, grazie a nuovi tipi di emulsioni sensibili, si giunse a un tempo di esposizione pari a 1/25 di secondo. In un primo momento furono frequenti gli usi della fotografia legati al mondo dell'immaginazione, se non per vere e proprie truffe, come quelle degli spiritisti che vendevano foto di "defunti" ottenute in realtà con la sovrimpressione. Questa commistione di reale e immaginario, già presente negli spettacoli di lanterna magica, venne ereditata anche dal primo cinema.

### Fotografie in movimento
Notevole interesse suscitava la riproduzione del movimento catturato da scatti consequenziali, che se visti in veloce frequenza si fissavano sulla retina dell'occhio dando un'impressione illusionistica del moto. Oltre al movimento illusorio interessava conoscere anche la scomposizione del movimento e il modo per mettere in sequenza queste immagini.

### Esperimenti di Muybridge

Cavallo in corsa, Muybridge

Edward Muybridge, uno scienziato che lavorava a Palo Alto, in California, studiò nel 1878 un sistema per ottenere immagini in sequenza: collocò macchine fotografiche a distanze regolari, i cui scatti potessero essere azionati da fili di lana tesi, che un cavallo in corsa tirava incontrandoli su un percorso. L'esperimento venne ripetuto anche con un uomo nudo in corsa e altri soggetti, ottenendo un movimento scomposto in "fotogrammi" (termine posteriore), che però erano ancora piuttosto distanti l'uno dall'altro.

### La pellicola e il fucile fotografico
L'invenzione della fotografia apriva il campo a una possibilità del tutto nuova. Se era possibile riprodurre su una lastra fotografica la realtà, si poteva pensare a strumenti in grado di scattare una serie di foto così vicine nel tempo da registrare il movimento. Si poteva utilizzare poi la pellicola così ottenuta al posto delle strisce di carta per proiettare quanto ripreso in precedenza.
Quest'idea ispirò Étienne-Jules Marey che sfruttando il meccanismo utilizzato a quel tempo dai fucili più moderni riusciva a scattare 12 foto al secondo (infatti in inglese il verbo scattare è ancora lo stesso di sparare). La sua Onda (1888) è il più antico documento di fotografia in movimento pervenutoci. Ma il vero problema di Marey come di tutti gli altri pionieri del cinema non consisteva tanto nel riuscire a scattare foto in rapida sequenza, quanto nel trovare il meccanismo per proiettare il movimento (κίνημα - kìnema in greco, da cui più tardi cinematografo, l'apparecchio in grado di riprodurre il movimento) così ottenuto.

## La messa in serie delle immagini
La pellicola fotografica di celluloide, che permetteva di mettere in serie le immagini fotografiche, venne inventata nel 1882. Poco dopo Eastman inventò la perforazione, che su una striscia di 35mm con 16 fotogrammi al secondo permetteva di non dover più preoccuparsi di cambiare lastra tra una posa e l'altra.

### Kinetoscopio

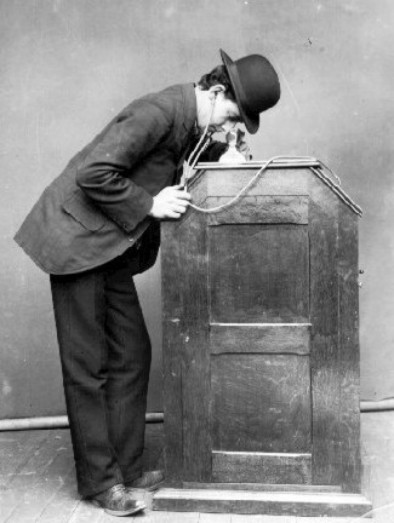
Kinetoscopio

Nel 1891 Thomas Alva Edison brevettò il kinetoscopio, una sorta di grande cassa sulla cui sommità si trovava un oculare; lo spettatore poggiava l'occhio su di esso, girava la manovella e poteva guardare il film montato nella macchina su rocchetti (il termine inglese film indicava la pellicola, cioè il supporto; più tardi passerà a indicare il contenuto registrato su quel supporto, il film com'è inteso oggi). Si aveva quindi una visione monoculare, come il Mondo nuovo. L'invenzione di Edison veniva portata nelle fiere o in stanzoni appositi e la si poteva utilizzare dietro pagamento di un biglietto. Per attirare nuovi curiosi Edison non riproponeva le stesse pellicole ma ne girava di nuove.
Ancora oggi qualcuno discute su chi sia stato veramente l'inventore del cinema e se per la maggior parte degli storici è indiscutibile la paternità dei fratelli Lumière c'è chi, invece, ne ascrive l'invenzione a Thomas Alva Edison.
Sembrava che ci fossero tutti gli elementi del cinema come si svilupperà fino ai nostri giorni: c'era il pubblico, c'era il pagamento di un biglietto (con tutto quello che comportava in termini di industria cinematografica) e c'erano le immagini in movimento. Eppure mancava un elemento fondamentale: la visione collettiva piuttosto che individuale. Il cinema (come era accaduto per millenni con il teatro) è un fenomeno essenzialmente comunitario. La grande svolta dei fratelli Lumière e di quella prima sera al Cafè de Paris risiede ancora oggi in questo.